# حي الحشيشية (صنعاء)

تعديل مصدري - تعديل

حي الحشيشية أحد أحياء مديرية شعوب في مدينة صنعاء اليمنية، بلغ عدد سكانه 5681نسمة حسب التعداد السكاني في اليمن لعام 2004.

## الحارات
| الحارة              | عدد المساكن | عدد الأسر | الذكور | الأناث | الإجمالي |
| ------------------- | ----------- | --------- | ------ | ------ | -------- |
| مدرسة الحشيشية      | 216         | 210       | 850    | 712    | 1562     |
| بير الهندي الشمالي  | 431         | 410       | 1598   | 1438   | 3036     |
| بير الهندي الجنوبية | 170         | 146       | 594    | 489    | 1083     |
| الإجمالي            | 817         | 766       | 3042   | 2639   | 5681     |